# Klobbgrundet, Helsingfors
Klobbgrundet (finska: Loppikari) är en ö i Finland.   Den ligger i kommunen Helsingfors i den ekonomiska regionen  Helsingfors  och landskapet Nyland, i den södra delen av landet, 10 km öster om huvudstaden Helsingfors.
Terrängen på Klobbgrundet är varierad.